# ليندا كارلسون
ليندا كارلسون (بالإنجليزية: Linda Carlson)‏ هي ممثلة أمريكية، ولدت في 12 مايو 1945 في نوكسفيل في الولايات المتحدة.

## وصلات خارجية
- ليندا كارلسون على موقع IMDb (الإنجليزية)
- ليندا كارلسون على موقع ألو سيني (الفرنسية)
- ليندا كارلسون على موقع قاعدة بيانات الفيلم (الإنجليزية)